# Paul Pribbernow

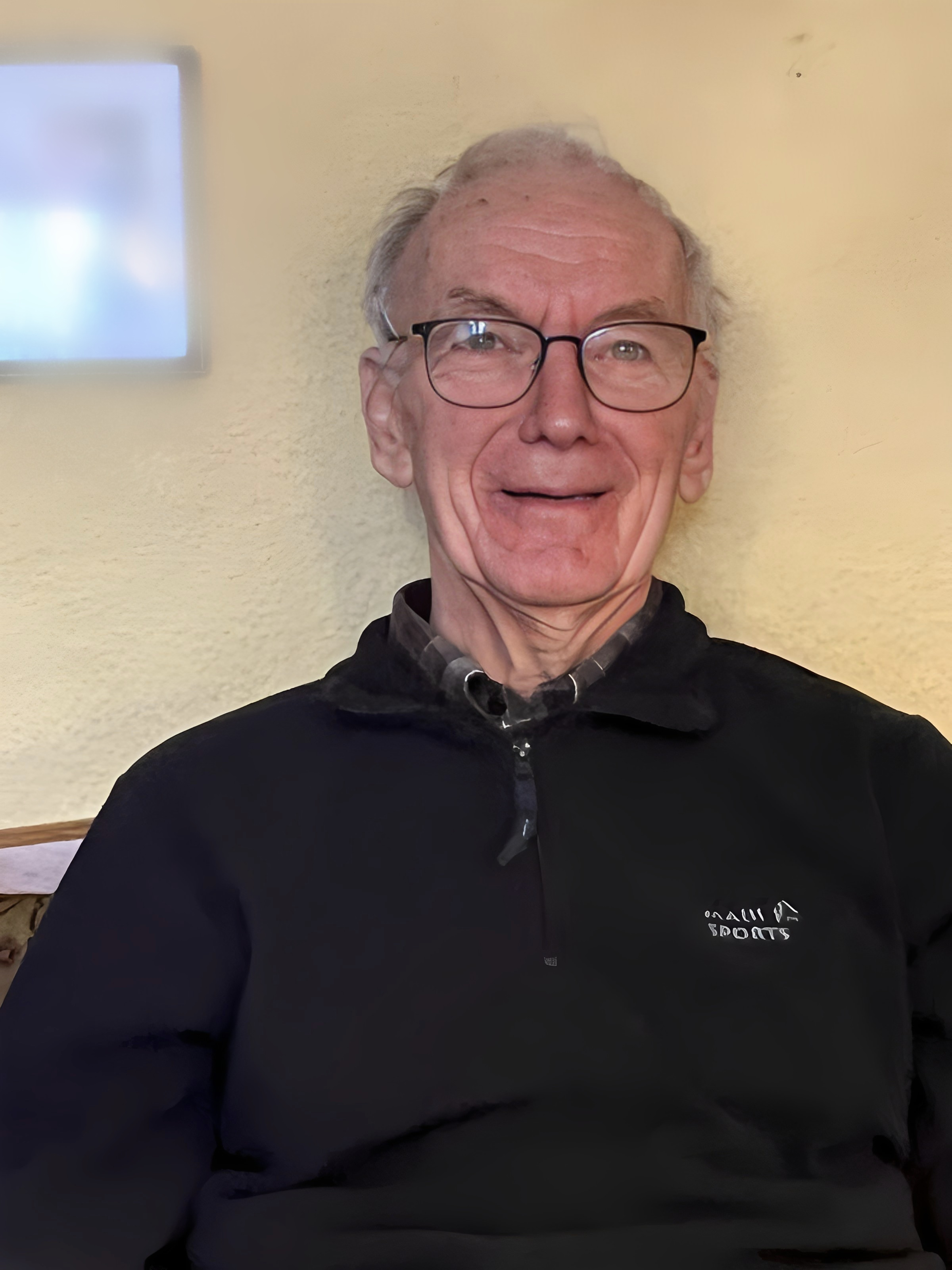
Paul Pribbernow, 2024

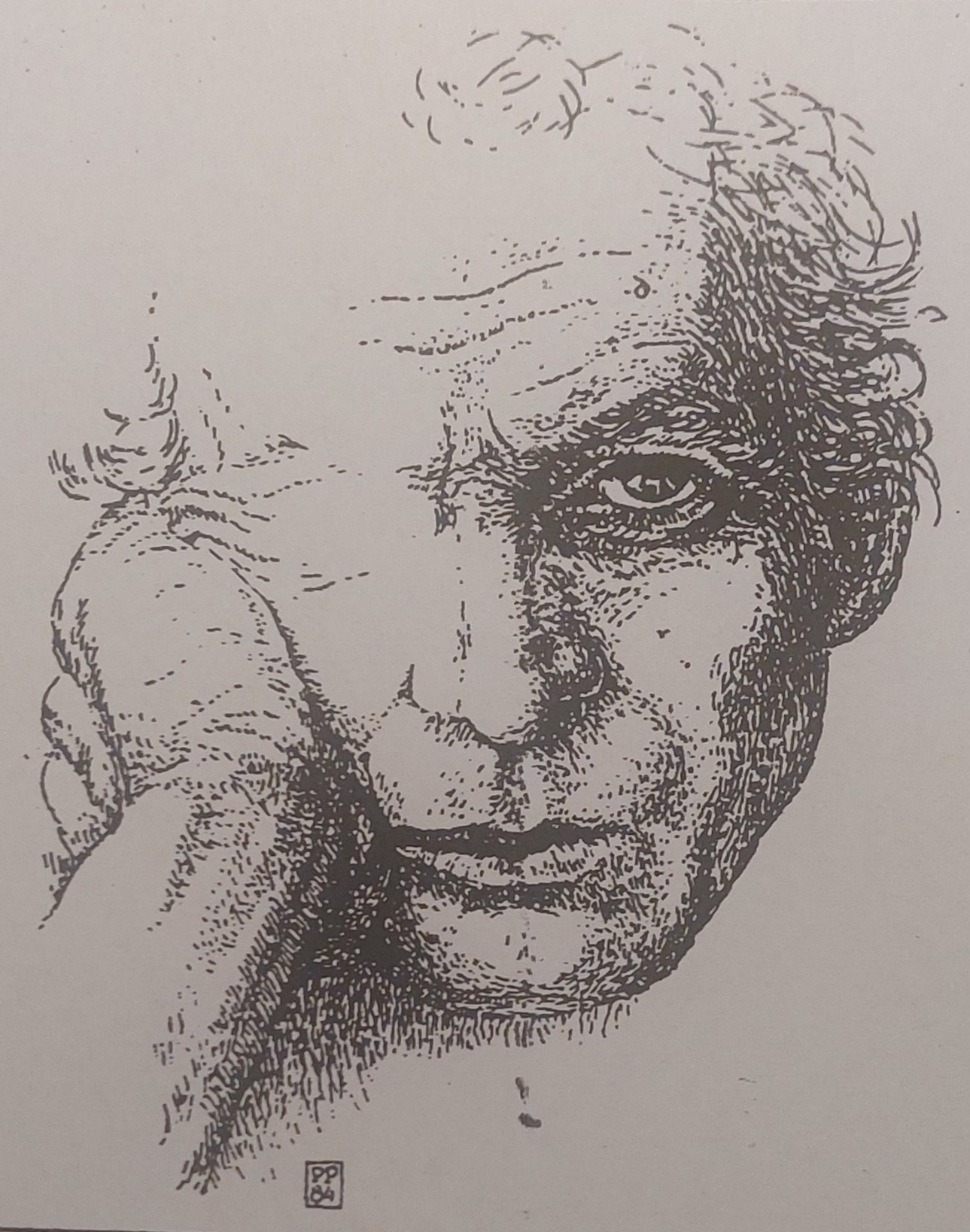
Selbstporträt

Paul Pribbernow (* 11. November 1947 in Holbeck, Landkreis Luckenwalde) ist ein deutscher Karikaturist.
Paul Pribbernow ist das neunte Kind einer Flüchtlingsfamilie aus Pommern; sein Zwillingsbruder Wilhelm ist eine Stunde jünger. Beide lernten in Wusterwitz den Beruf eines Malers. Paul arbeitete als Betriebshandwerker bis 2004 in einer Behinderteneinrichtung in Brielow, später in Brandenburg (Havel) und bildete sich bis in die 1980er Jahre künstlerisch als Autodidakt fort. Ab 1983 hatte er erste kleine Ausstellungen zu umwelt- und gesellschaftskritischen Themen in Gemeinderäumen und Kirchen. 1985 fand eine von Friedrich Schorlemmer organisierte Ausstellung in der Sankt-Gotthardt-Kirche in Brandenburg an der Havel statt. 1986 wurde Heinz Behling sein Mentor, und Herbert Sandberg stellte ihn mit einer Auswahl von Karikaturen in der Zeitschrift Das Magazin vor. Bald zählte er zum Kreis neuer satirischer Talente wie Milen Radev, Andreas Prüstel, Peter Bauer, Ion Cozacu und Ralf Alex Fichtner, die Ende der 1980er Jahre in der DDR bekannt wurden. Es folgten die Aufnahme in die Sektionen Karikatur und Pressezeichnung DDR-Nord des Verbandes Bildender Künstler der DDR, die Teilnahme an der Karikaturen-Biennale Greiz und die Veröffentlichung seines ersten Buches Da bleibt kein Auge trocken im Eulenspiegel-Verlag. 
Nach der Wende zeichnete Pribbernow für das Magazin Eulenspiegel, das Neue Deutschland, die Junge Welt, die Wochenpost, den Spiegel, das Brandenburger Wochenblatt und Unsere Jagd. Er veröffentlichte weitere Karikaturenbücher und hatte verschiedene Ausstellungen, teilweise gemeinsam mit seinem Bruder Wilhelm, der sich mehr Zeichnungen und Ölbildern der Havellandschaft widmet.
Paul Pribbernow lebt im Dorf Radewege in der Nachbarschaft seines Bruders.

## Werke
- Da bleibt kein Auge trocken, gezeichnete Satire, Eulenspiegel Verlag, Berlin 1990, ISBN 3-359-00410-8
- (mit Jochen Petersdorf) Die vergoldete Hausnummer, Berichte von gegenüber und nebenan, Tribüne Verlag, Berlin 1990, ISBN 3-7303-0522-0
- Thema Nr. 1 Angeln, Verlag Die Furt, Jacobsdorf 2006, ISBN 3-933416-62-0
- Unerhört
- Entschuldigung
- Happy End (schwarzer Humor)
- Platzhirsche, gezeichnetes Jägerlatein, Tremmen 2016
- Illustrationen für Wie Till Eulenspiegel nach Brandenburg kam. Neue wahrhaftige Geschichten (Autor: Heiko Hesse), Trechwitz 2014
- Illustrationen für Till Eulenspiegel zieht durch die Mark, Schelmengeschichten aus Berlin und Brandenburg (Autor: Heiko Hesse), be.bra verlag, Berlin 2016, ISBN 978-3-86124-699-2
- Illustrationen für Von Fischen und Menschen (Autor: Ulla Burges), BoD – Books on Demand, Norderstedt 2022, ISBN 978-3756268382